# سیارک ۹۷۰۹
سیارک ۹۷۰۹ (به انگلیسی: 9709 Chrisnell، نامگذاری:5192T-3) نه هزار و هفتصد و نهمین سیارک کشف شده‌است که در ۱۶ اکتبر ۱۹۷۷ کشف شد.
قدر مطلق سیارک برابر ۲۸.۲ است.